# 伍勝園
伍勝園，中華民國政府官員，現任交通部政務次長、代理臺鐵公司董事長，2021年任交通部鐵道局局長，2023年9月15日退休，2024年5月20日出任交通部政務次長。
2025年3月15日因臺鐵董事長杜微請辭，而於3月21日代理其職務，直至6月15日由鄭光遠接任。

## 生平
國立成功大學水利及海洋工程研究所碩士畢業後，先在臺北市區鐵路地下化基層工作，後擔任交通部鐵路改建工程局南部工程處副處長、處長、主任秘書及副局長等職務。在南工處任職期間，推動高雄鐵路地下化及高雄潮州鐵路捷運化計畫計畫，其擔任副局長時代理東工處處長期間完成花東鐵路電氣化。
2018年6月11日，交通部高速鐵路工程局與交通部鐵路改建工程局合併成立「交通部鐵道局」，伍勝園改任鐵道局副局長。
2021年4月20日，時任交通部長林佳龍請辭，次長王國材升任，鐵道局局長胡湘麟接任次長，當時60歲的伍勝園代理局長職務，同年8月10日真除。